# Bildnis der Frau Tjepu
Das Bildnis der Frau Tjepu ist ein Fragment aus einem ursprünglich größeren Fresko aus dem Grab 181 in el-Chocha, Theben. Es wird in die Zeit der Regentschaft des Pharaos Amenophis III. datiert.
Das Bildnis der Frau Tjepu zeigt eine elegant gekleidete und mit viel Schmuck geschmückte Frau. Den Kopf hält sie erhoben und schaut nach vorn, den rechten Arm hat sie angewinkelt und erhoben, den linken hält sie bis in Hüfthöhe nach unten. In der linken Hand hält sie ein Menit. Ihr weißes Gewand ist leicht durchscheinend, so dass man an manchen Stellen den Körper durchscheinen sieht. Die stattliche Perücke ist fein gearbeitet, auf ihr trägt Tjepu einen Blumenkranz. In einem kleinen kegelförmigen parfümierten Gefäß (Salbkegel) auf dem Kopf befindet sich Fett. Es handelt sich dabei um ein Symbol, das ihre Zugehörigkeit zur Oberschicht zeigt. Hinter dem Kopf sind inschriftlich der Name der Dargestellten und ihre Funktion als „Herrin des Hauses“ belegt.
Das Gesamtbild zeigte Tjepu hinter ihrem Sohn, dem Bildhauer Nebimen (Nebamun). Die Darstellung der Mutter an dieser Stelle ist ungewöhnlich, da hier meist die Frau des Grabinhabers gezeigt wird. Wahrscheinlich zeugt die Darstellung von einer besonders engen Verbindung zwischen den beiden Abgebildeten. Möglich war der freie Platz für die Mutter wohl deshalb, weil Nebimen die Witwe des Bildhauers Ipuki heiratete, dessen Grab er mit nutzte und diese schon bei Ipuki dargestellt war. Sohn und Mutter stehen vor einem Schrein, wo sie Opfer zum Schönen Fest im Wüstental zu Ehren des Gottes Amun darbringen. Der Tradition folgend wird Tjepu nicht entsprechend ihrem realen Alter gezeigt, sondern in einer idealisierten jungen Form.
Das Bild wird in die späte 18. Dynastie, in die Regierungszeit des Pharaos Amenophis III. (1390–1353 v. Chr.) datiert. Auch die Kleidung der Tjepu entspricht der Mode der späten 18. Dynastie. Die Malerei wurde auf den Putz aufgetragen, mit dem die Wände des Grabes begradigt wurden. Das Bildnis kam 1916 mit der Sammlung von Charles Edwin Wilbour in das Brooklyn Museum, wo es heute zu den Prunkstücken der Altägyptischen Sammlung gehört (Inventarnummer 65.197). So war es das Titelbild des Kataloges der Sammlung von 1999 und zierte den Titel des Kataloges, der aus Anlass einer Sonderausstellung von Stücken der Brooklyner Sammlung 1976 in Berlin herausgebracht wurde.